# Левин, Натан Феликсович
Натан Феликсович (Файвесович) Левин (1928—2017) — псковский краевед.

## Биография
Родился 27 октября 1928 года в Пскове в семье портного Файвеса Веньяминовича Левина (1890—?). Рано осиротел, мать умерла в 1936 году.
С началом войны был эвакуирован в Ульяновск, возвращение произошло в мае 1945 года. В 1946 году окончил единственную в то время псковскую школу (№ 9) — с золотой медалью, что позволило без экзаменов поступить на юридический факультет Ленинградского университета, который окончил в 1951 году с отличием, не имея ни одной четвёрки за все 5 лет обучения. В течение трёх лет работал адвокатом в Пскове, затем стал работать юрисконсультом в Ростекстильшвейторге (в это время поменял отчество на Феликсович). В 1956 году женился на Маше Хаймовне; у них родились два сына. Через некоторое время стал заместителем управляющего областной швейной торговой базы.
В 1969 году поступил по объявлению Псковского экскурсионного бюро на курсы внештатных экскурсоводов и уже в том же году стал водить экскурсии. «Губернские ведомости», и за 80 лет я Перечитал и законспектировал все номера «Псковских губернских ведомостей», издававшихся с 1838 года в течение 80 лет; распределил материал по темам, по людям. И в 1970 году написал свою первую краеведческую статью для «Псковской правды».
Активной краеведческой деятельностью занимался с 1970 года. Опубликовал более 600 статей в местных периодических изданиях, составил альбомы «Псков на старых открытках» (4 выпуска), «Император Николай II в Пскове», «Псковский краеведческий календарь» (3 выпуска). Было напечатан 25 его книг, в числе которых: «Страницы истории псковского городского телефона», «Порхов и его уезд», «Храмы и монастыри губернского Пскова», «Святыни и древности Псковского уезда», «Из истории псковских немцев». Участвовал в подготовке «Псковского биографического словаря», «Псковской энциклопедии» и других изданий. В 2008 году (к 1105-летию первого упоминания Пскова в летописи) совместно с историко-краеведческой библиотекой им. И. И. Василёва, членом Попечительского Совета которой он был, подготовил информационно-библиографический сборник «В служении городу: Почетные граждане города Пскова»; 11 июля 2008 года он сам стал почётным гражданином города. По его инициативе в Пскове были установлены мемориальные доски поэту Яну Райнису, патриарху Тихону, писателю Вениамину Каверину, пушкинисту Аркадию Гордину.
Н. Ф. Левин был внесён в «Золотую летопись славных дел к 1100-летию г. Пскова», а также награждён медалями «В память 1100-летия первого упоминания Пскова в летописи», «За заслуги перед Псковом», «Меценат столетия».
С 2012 года по инициативе Н. Ф. Левина в Себеже стали проводиться Бунинские чтения.
Умер 10 июля 2017 года.